# Направленная антенна
Направленная антенна (англ. Directional antenna) или лучевая антенна (англ. beam antenna) — это антенна, которая излучает или принимает большую часть мощности в определённых направлениях, что позволяет повысить производительность и снизить помехи от нежелательных источников. Направленные антенны обеспечивают более высокие характеристики по сравнению с дипольными или всенаправленными антеннами в целом, когда желательна большая концентрация излучения в определённом направлении.

## Описание
Антенна с высоким коэффициентом усиления (high-gain antenna, HGA) — это направленная антенна с узкой сфокусированной шириной луча радиоволн, позволяющей более точно нацеливать радиосигналы. Чаще всего упоминаются во время космических миссий, эти антенны также используются по всей Земле, наиболее успешно на плоских открытых участках, где нет гор, которые могли бы нарушить радиоволны.
Напротив, антенна с низким коэффициентом усиления (low-gain antenna, LGA) — это всенаправленная антенна с большой шириной луча радиоволны, которая позволяет сигналу достаточно хорошо распространяться даже в горных регионах, и поэтому более надёжна, независимо от местности. Антенны с низким коэффициентом усиления часто используются в космическом аппарате в качестве резервной антенны, дублируя основную антенну, передающую гораздо более узкий луч и поэтому чувствительную к потере сигнала.
Почти все используемые на практике антенны являются в некоторой степени направленными, хотя обычно рассматривается только направление в плоскости, параллельной земле, и могут легко стать всенаправленными в одной плоскости. Наиболее распространёнными типами являются: антенна Уда-Яги, логопериодическая антенна и антенна с угловым рефлектором, которые часто комбинируются и коммерчески продаются как бытовые телевизионные антенны. Сотовые ретрансляторы часто используют внешние направленные антенны, чтобы дать гораздо больший сигнал, чем можно получить на стандартном сотовом телефоне. Приёмники спутникового телевидения обычно используют параболические антенны. Для длинных и средних длин волн частоты в большинстве случаев используются Башенный массив в качестве направленных антенн.